# 브리스킷

미국의 브리스킷(하늘색)

영국의 브리스킷(하늘색)

브리스킷(영어: brisket)은 서양식 쇠고기 부위이다. 소에게는 쇄골이 없기 때문에, 이 부위가 소가 이동하거나 서있을 때 체중의 약 60%를 지탱한다. 때문에 브리스킷에는 질긴 결합조직의 비중이 높으며, 오랜 시간에 걸쳐 연하게 만드는 것이 좋다.
한국식 쇠고기 부위 정형법에서는 양지머리와 차돌박이로 나뉜다.

## 조리방법
브리스킷은 굽기, 삶기 등 다양한 방법으로 조리 가능하다. 미국에서 가장 대중적인 방식은, 표면에 양념을 비비거나 양념장에 재운 뒤, 간접적으로 열을 가해 천천히 조리하는 것이다. 주로 훈연 시에 이와 같은 방법이 자주 사용된다.
전통적인 유대교식 방식은 솥을 이용해 브리스킷을 푹 삶는 것으로, 주로 나팔절, 유월절, 안식일과 같은 공휴일에 차린다. 이는 경제적 이유나 코셔와 같은 식사 규율 때문에, 아슈케나지 유태인들에게 있어 소고기 부위 중 가장 보편적인 방식이었다.
홍콩에서는 양념과 함께 저온에서 부드러워질 때까지 조리한 뒤 면 요리나 커리류와 함께 제공된다.
한국에서는 양지머리를 전통적으로 장조림의 형태로 조리해 먹었으며, 육개장의 주요 재료로 사용되었다.
뉴질랜드에서는 주로 끓이는 방식으로 조리된다. 간을 한 육수에 녹색 채소와 감자를 넣어 끓여 먹는데, 마오리인들에게 있어 보편적인 방식이다.
이탈리아에서는 볼리토 미스토로 주로 사용되는데, 이는 전통적인 북부 이탈리아 조리법이다.
파키스탄에서는 니하리라고 하는 국가적 요리에 사용된다.
독일에서는 흑맥주에 삶아 샐러리, 당근, 양파, 월계수 잎, 타임과 함께 조리한다.

## 같이 보기
- 앞다리
- 양지
- 척
- 플레이트